# Clara Tauson
Clara Tauson (n. 21 decembrie 2002, Gentofte⁠(d), Københavns Amt, Danemarca) este o jucătoare daneză de tenis. În 2016, la 13 ani, a devenit cea mai tânără campioană daneză la tenis. Caroline Wozniacki a deținut recordul anterior când a câștigat la vârsta de 14 ani. Din 2019, anul în care a devenit jucătoare profesionistă, a urmat academia de tenis a lui Justine Henin din Belgia. Clasamentul ei de vârf în carieră este numărul 21 mondial la simplu, atins in iunie 2025 și numărul 107 la dublu, atins în iunie 2025. Ea a câștigat trei titluri pe circuitul WTA. Fostul jucător de tenis Michael Tauson este unchiul ei.